# アレクサンドル・スモレンスキー
アレクサンドル・パーヴロヴィチ・スモレンスキー（ロシア語: Алекса́ндр Па́влович Смоле́нский、ラテン文字表記の例：Aleksandr Pavlovich Smolenskii、1954年7月6日 - 2024年10月）は、ロシアの実業家。新興財閥（オリガルヒ）の一人で、SBSアグログループの代表。ユダヤ系ロシア人。
モスクワ出身。1989年に協同組合銀行（スターリチヌィ）を設立。同銀行は1994年首都貯蓄銀行（SBS）に改組した。巨額の資金を集め、グム百貨店などを買収。また、農工銀行（アグロプロムバンク）を買収し、ロシア全土に支店網を展開した。農工銀行買収に伴い、グループ名を「SBSアグロ」に改称した。1996年ロシア大統領選挙では、ボリス・ベレゾフスキーが「7人の銀行家」（セミバンキルシチナ）と呼んだ政商の一人としてボリス・エリツィンの再選に協力し、セミバンキルシチナが形成されるきっかけとなった13人の手紙の署名者の一人でもあった。
しかし、1998年のロシア金融危機によって同銀行は破綻し、スモレンスキーも失墜した。
2024年10月13日に訃報が発表された。71歳没。